# 苏元朗
苏元朗是隋代道士。生卒年不详。号青霞子。曾在句曲山(今江苏茅山)学道。又于隋开皇中修道于罗浮山青霞谷。著《旨道篇》，阐明内丹修炼之法。又纂写《龙虎金液还丹通元论》（《宋史·艺文志》录）。倡“性命双修”为内丹修炼的核心。苏元朗的学说对后世道教有较大影响。